# Christine Ockrent
Christine Ockrent (Bruxelles, 24 aprile 1944) è una giornalista, saggista e biografa belga naturalizzata francese.

## Biografia
Figlia di Roger Ockrent, diplomatico belga noto anche per essere stato stretto collaboratore di Paul-Henri Spaak, ha studiato presso un liceo privato di Parigi, e sempre nella capitale francese si è laureata appena ventunenne in scienze politiche.
Diventata giornalista, ha vissuto per qualche tempo negli Stati Uniti, lavorando tra l'altro alla CBS. Al suo rientro in Francia è stata ingaggiata dall'emittente radio Europe 1 per la conduzione dei notiziari mattutini. In seguito si è procurata grande popolarità nel suo Paese come volto dei telegiornali diurni di Antenne 2.
Autrice di biografie e saggi, incentrati questi ultimi prevalentemente sul sistema politico statunitense e sul ruolo della donna nella società, ha inoltre curato la prefazione di My war against indifference, un libro di Jean-Sélim Kanaan edito dalle Nazioni Unite. Ha ottenuto numerosi premi e riconoscimenti: è stata anche insignita della Legion d'onore.

## Vita privata
Christine Ockrent è moglie di Bernard Kouchner: i due hanno un figlio, Alexandre, nato nel 1986.

## Opere
- Dans le secret des Princes, con Alexandre de Marenches (1986)
- Duel : comment la télévision façonne un président (1988)
- Michel Platini, qu'avez-vous fait de vos 20 ans ? (1990)
- Léon Schwartzenberg, qu'avez-vous fait de vos vingt ans ? (1990)
- Les Uns et les autres : de Montand à Balladur (1993)
- Portraits d'ici et d'ailleurs (1994)
- La Mémoire du cœur (1997)
- Les Grands patrons : comment ils voient notre avenir, con Jean-Pierre Sereni (1998)
- L'Europe racontée à mon fils, de Jules César à l'euro (1999)
- La Double vie d'Hillary Clinton (2001)
- Françoise Giroud, une ambition française (2003)
- Bush-Kerry, les deux Amériques (2004)
- Le livre noir de la condition féminine, XO Éditions (2006)
- Madame la... : Ces femmes qui nous gouvernent (2007)
- Le Président des États-Unis, con Bruno Perreau (2008)
- Les oligarques : le système Poutine (2014)
- Clinton / Trump : l'Amérique en colère (2016)